# Rajec, Brežice
Rajec este o localitate din comuna Brežice, Slovenia, cu o populație de 83 de locuitori.